# اورفئو ردا
اورفئو رِدا (ایتالیایی: Orfeo Reda؛ زادهٔ ۹ نوامبر ۱۹۳۲) نقاش و هنرمند اهل ایتالیا است.
وی موفق شد در سن ۱۶ سالگی جایزهٔ نخست رقابت‌های «فی‌یرا کلامپیوناریا» در کوزنتسا را به همراه یک بورسیهٔ دانشگاهی از سوی اتاق بازرگانی به‌دست‌آورد.
او سالهاست که به نقاشی و همچنین آموزش نقاشی و تاریخ هنر می‌پردازد و همچنان ساکن آمانتئا است. آثار وی در گالری‌ها و نمایشگاه‌های عمومی در سرتاسر جهان به نمایش درآمده و برندهٔ جوایز متعددی گردیده است.